# Штакельберг, Николай Александрович
Барон Николай Александрович фон Штакельберг (1861—1943) — русский судебный деятель, сенатор, камергер Высочайшего двора.

## Биография
Лютеранского вероисповедания. Из потомственных дворян Курляндской губернии. Сын сенатора барона Александра Федоровича Штакельберга (1833—1898) и жены его баронессы Елизаветы Васильевны Корф.
Образование получил в Санкт-Петербургском и Юрьевском университетах, окончив курс последнего со степенью кандидата прав. В 1887 году начал государственную службу в Межевом департаменте Правительствующего Сената и осенью того же года был командирован в Берлин, где занимался в Русском институте римского права при Берлинском университете.
В декабре 1899 года вернулся в Россию, а в феврале 1900 года перешел из Межевого департамента Сената в Московскую судебную палату, кандидатом на судебные должности и помощником секретаря. С 1 июля 1901 по февраль 1903 года был городским судьей города Ржева, а затем, последовательно, занимал должности члена суда: в Сумах, Кишинёве и Одессе. В 1903—1908 годах был членом Одесской судебной палаты.
Во время службы в Одессе в течение двух трехлетий состоял почетным мировым судьей Одесского городского съезда мировых судей, в работах которого принимал деятельное участие. Кроме того, состоял членом правления Общества призрения детей, отбывших наказания и бесприютных, членом местного отдела Общества Красного Креста, и. д. председателя правления больницы Красного Креста для фабричных рабочих имени великой княгини Марии Николаевны, председателем, во время войны с Японией, Южнорусского отдела правления евангелического полевого лазарета имени императрицы Александры Федоровны и одним из учредителей и председателем отдела Юридической помощи народу, функционировавшего в 1903—1905 годах при Одесском обществе трезвости.
В 1908 году перешел на службу в Сенат товарищем обер-прокурора Гражданского кассационного департамента. С февраля по декабрь 1910 года принимал участие в сенаторской ревизии учреждений Привислинского края, состоя старшим чиновником при ревизующем сенаторе гофмейстере Д. Б. Нейдгардте. 6 декабря 1910 года пожалован был в придворное звание камергера, a 1 января 1911 года награжден чином действительного статского советника. В 1913 году был назначен членом консультации при Министерстве юстиции учрежденной, с оставлением в должности товарища обер-прокурора. 19 января 1917 года барону Штакельбергу повелено было присутствовать в Сенате, с производством в тайные советники.
Кроме того, состоял директором правления вспомогательной кассы для евангелическо-лютеранских приходов в России и членом Санкт-Петербургского юридического общества.
В эмиграции в Германии. Умер в 1943 году в Бромберге.

## Семья
Первая жена — Мария Елена Лоретц-Эблин (1868—1920). Вторая жена — Нина фон Унгерн Штернберг (1888—?).

## Награды
- Орден Святого Станислава 2-й ст. (1898)
- Орден Святой Анны 2-й ст. (1904)
- Высочайшая благодарность (1911)
- Орден Святого Владимира 3-й ст. (1914)